# 灰弯脚虎
灰弯脚虎（学名：[Cyrtodactylus russowi] 错误：{{Lang}}：文本有斜体标记（帮助））为壁虎科弯脚虎属的爬行动物。分布于哈萨克斯坦、土库曼斯坦、吉尔吉斯斯坦、塔吉克斯坦、伊朗以及中国大陆的新疆等地，常生活于在风积沙丘周围的盐碱地以及植被稀少。